# Madalgatti, Kushtagi
Madalgatti là một làng thuộc tehsil Kushtagi, huyện Koppal, bang Karnataka, Ấn Độ.